# Maison de l'Art nouveau

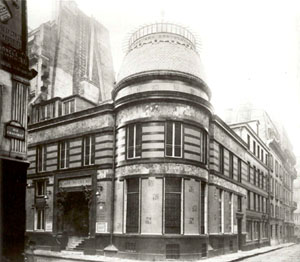
La Maison de l’Art nouveau en 1895.

La Maison de l’Art nouveau (à l'origine appelée hôtel Bing et connue comme Maison Bing) est un ancien bâtiment affecté à l'exposition d'art à Paris, inauguré le 26 décembre 1895.

## Histoire

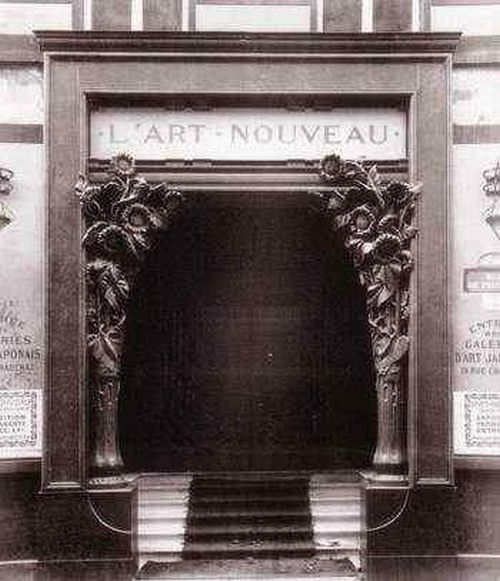
Entrée de la Maison de l’Art nouveau, au 22, rue de Provence.

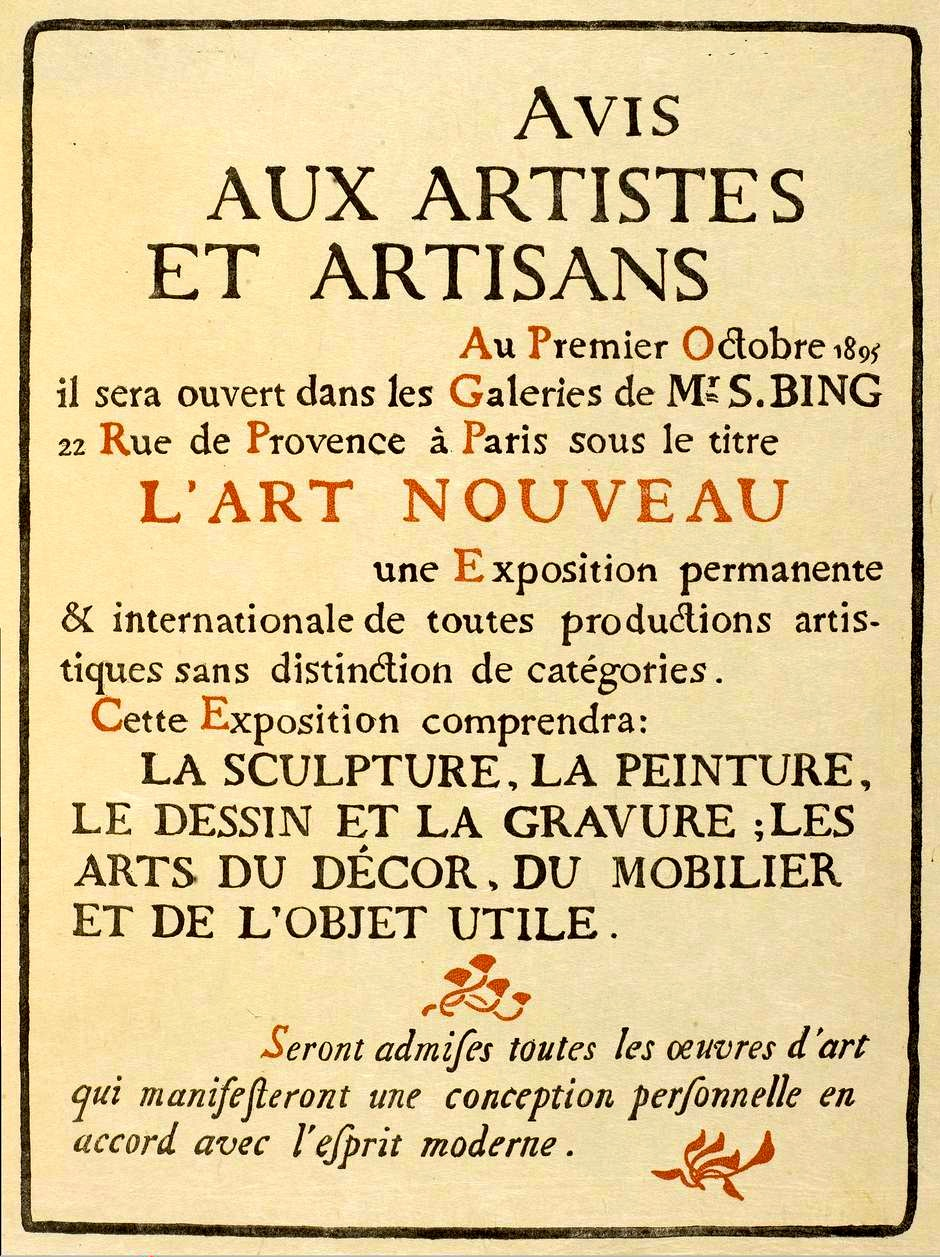
Art nouveau, affiche pour les galeries Siegfried Bing (octobre 1895).

À l'origine, un lieu d'exposition-vente, appelé L'Art japonais, a été ouvert en 1884 par Siegfried Bing au 19, rue Chauchat, dans un ancien hôtel du XVIIIe siècle et proposait notamment des objets d'art japonais. Le commerce d'art japonais étant en déclin en France (ses débuts remontant aux années 1860 avec un apogée dans les années 1880), Samuel Bing change de stratégie commerciale. Après des agrandissements, l'entrée se fait au 22, rue de Provence.
En 1894, Bing prend conscience que le marché de l'art évolue. Il entreprend la transformation de ses galeries. L'inauguration officielle a lieu le 26 décembre 1895 (mais une première exposition avait eu lieu en octobre), après des travaux exécutés sous la direction de Louis Bonnier, architecte, en collaboration avec Victor Horta, ainsi que Franck Brangwyn, pour la peinture des façades et des frises, et Camille Lefèvre, pour la sculpture de la porte d'entrée. L'hôtel Bing change de nom et devient la Maison de l'Art nouveau,.
Sous cette nouvelle présentation, début 1896 apparaît le premier catalogue du Salon de l'Art nouveau (imprimé par Chamerot et Renouard).
Au démarrage commercial, ce fut presque un scandale dans le monde de l'art. Ainsi le critique Arsène Alexandre dit être sorti « fatigué, malade, exaspéré », après la visite d'un pêle-mêle des paysages d'après Albert Besnard, de panneaux d'Édouard Vuillard, de la salle à manger décorée par Paul Ranson et Henry Van de Velde, de la chambre à coucher décorée par Maurice Denis, du boudoir Charles Conder et d'objets mélangeant styles et époques, le tout dans un décor « éblouissant et brutal ».
Le mouvement artistique de la fin du XIXe siècle, connu en France sous l’appellatif Art nouveau, dérive directement du nom de ce lieu.
En 1903, Bing connaît des difficultés financières : ses collections japonaises sont revendues au galeriste Durand-Ruel et le mobilier à son ami Louis Majorelle.
L'hôtel Bing a été détruit en 1922.

## Expositions
Liste des expositions :
- octobre 1895 : L'Art nouveau

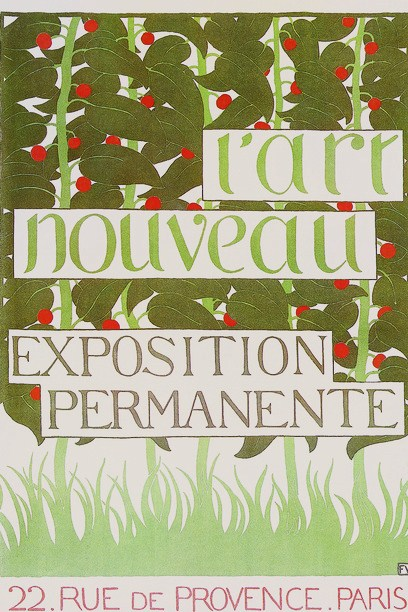
Affiche de Félix Vallotton (1895).

- décembre 1895 : inauguration de la Maison de l'Art nouveau
- 1896 : Eugène Carrière[10]
- octobre-novembre 1897 : ensemble de céramiques d'art ; exposition Tiffany
- janvier 1898 : œuvres du peintre américain Charles H. Pepper
- mars 1898 : peintures, dessins et gravures d'Alphonse Legros
- juillet 1899 : projets pour la revue Art et décoration, issus des concours « Modèle d'étoffe », « Modèle de papier peint » et « Éventail »
- mars 1900 : bronzes de Constantin Meunier
- novembre 1901 : Georges de Feure choisit la galerie pour le représenter
- décembre 1902 : peintures de William Degouve de Nuncques et Juliette Massin (1866-1919)
- avril 1903 : peintures de Georges de Feure